# Aeroportul Salerno Costa d'Amalfi
Aeroportul Salerno Costa d'Amalfi (IATA: QSR, ICAO: LIRI) este un aeroport din Bellizzi, Provincia Salerno, Campania, Italia ce deservește zona Salerno. Aeroportul a fost tranzitat în 2021 de 1.280 de pasageri. A fost deschis în 1926 și numit după zona deservită.
Situat la o altitudine de 40 m, aeroportul dispune de 1 pistă.

## Infrastructură

### Piste
Aeroportul dispune de o singură pistă. Pista 05/23 are suprafața de asfalt și dimensiunile 1.654 m × 45 m. 